# Stephanospora caroticolor
Stephanospora caroticolor är en svampart som först beskrevs av Miles Joseph Berkeley, och fick sitt nu gällande namn av Narcisse Theophile Patouillard 1914. Stephanospora caroticolor ingår i släktet Stephanospora och familjen Stephanosporaceae.   Inga underarter finns listade i Catalogue of Life.